# ルダピテクス
ルダピテクス(Rudapithecus)は、チンパンジーに似た類人猿の属である。約1万年前の中新世後期にヨーロッパに居住していた。R. hungaricusの一種のみが知られる。属名は、1965年にこの化石が発見されたハンガリー北部のw:Rudabányaの地名に由来する。種小名は、発見された国名に由来する。
この種は、恐らく現生の類人猿のように枝の間を移動し、体を垂直にして腕を使って木に登っていたと考えられる。一方、地面に降りた際にはヒトのように直立できたことを示すより柔軟な腰椎を持つ点で、現生の大型類人猿とは異なる。現生のゴリラ、チンパンジー、オランウータンは、非常に大型のため、長い骨盤と短い腰椎を持ち、そのために常に四足歩行している。ヒトは、より大きく柔軟な腰椎を持ち、直立し、二足で効率的に歩くことができる。ルダピテクスの大きさは中型のイヌ程度と現生の類人猿よりもずっと小型なため、柔軟な胴を持っていたことが知られている。